# Бергман, Анни
Анни Бергман (швед. Annie Bergman; 15 декабря 1889, Льеж, Бельгия — 11 января 1987, Стокгольм) — шведская художница, график и иллюстратор.

## Биография и творчество
Анни Бергман родилась в 1889 году в Льеже, где её отец, Вильям Бергман, работал на оружейном производстве. Мать Анни, Ингеборг Билльквист, была художницей-любителем. После недолгого пребывания в Париже семья переехала в Стокгольм, где Анни окончила школу в 1907 году. Затем она поступила в Техническую школу (Tekniska skolan) и в школу живописи Калеба Альтина. С 1908 года она также училась в Королевской академии искусств, где училась живописи, рисунку и гравюре. Её сокурсницами были такие художницы, как Эльса Бьёркман-Гольдшмидт, Сири Деркерт, Харриет Лёвенхьельм, Рагнхильда Норденстерн, Герда Нордлинг и Эльви Тонден. Излюбленными техниками Анни Бергман в этот период были акватинта и ксилография.
В 1913 году Анни Бергман совершила путешествие в Германию (Берлин, Дрезден, Нюрнберг и Мюнхен) и Италию (Флоренцию, Сиену, Рим, Неаполь и пр.) В Италии она провела год, а в 1914 году отправилась в Париж, где посещала Академию Гранд-Шомьер. После начала Первой мировой войны Бергман вернулась в Швецию, а в 1921 году предприняла ещё одно путешествие: в Испанию.
Вначале Анни Бергман создавала только чёрно-белые гравюры, но позднее стала работать в технике цветной ксилографии. Изменилась и тематика работ: пейзажи сменились цветочными мотивами. С 1929 года Анни Бергман начала делать линогравюры: в первую очередь поздравительные открытки, которые продавались по всей стране. Впоследствии работы Бергман печатались в различных журналах по искусству; кроме того, в 1968 году по её цветочным рисункам была создана серия марок «Nordiska vildblommor».
Наряду с графикой Бергман продолжала заниматься живописью. Она писала портреты, преимущественно детские, а также пейзажи и цветочные натюрморты. Художница также выполняла иллюстрации к различным журнальным и газетным статьям и иллюстрировала книги. С 1923 года она издавала собственные иллюстрированные книги для детей, основанные на историях, которые она любила рассказывать своим племянникам и племянницам (собственных детей у Бергман не было). Персональные выставки Анни Бергман проходили в Стокгольме в 1925, 1927 и 1941 годах. Она также принимала участие в различных выставках в Швеции и за рубежом и была членом ряда художественных ассоциаций.
Анни Бергман умерла в 1987 году и была похоронена на Северном кладбище в Сольне. Часть своего имущества она завещала шведскому Обществу графиков (Grafiska Sällskapet), которое учредило стипендию её имени. Часть работ художницы была передана в Национальную библиотеку Швеции. Кроме того, её произведения находятся в Национальном музее в Стокгольме, в Музее современного искусства, в парижском Музее декоративного искусства, в венской Альбертине и в Центре гравюры и тиражной графики в Брюсселе.